# Vase de Tantale
Pour les articles homonymes, voir Tantale.
Le vase de Tantale est un exemple classique d'oscillations de relaxation. C'est un dispositif constitué d'une arrivée continue d'eau et d'un vase qui se vide périodiquement à l'aide d'un siphon. C'est donc un exemple de transformation d'un courant continu en courant alternatif, transposé au domaine mécanique plutôt qu'électrique.

## Origine du nom
Il tire son nom du supplice de Tantale : si l'on imagine un homme se tenant en haut du vase, il verrait sans cesse l'eau approcher, puis se retirer dès qu'elle semble à portée.

## Principe

Le vase initialement vide est alimenté en eau par le robinet et se remplit lentement.
Le vase continue de se remplir.
Lorsque le liquide arrive au niveau haut, le siphon s'amorce et aspire le liquide du vase plus vite qu'il ne se remplit.
Le siphon vide le vase jusqu'à ce qu'il se désamorce en atteignant le niveau bas. Le vase continuera alors de se remplir lentement et le cycle recommence.

## Disposition
L'alimentation en liquide et le siphon peuvent se décliner en différentes configurations :
- L'alimentation :
  - Elle peut se faire par le dessus du vase qui récupère le liquide issu d'un robinet ou d'une autre source d'alimentation.
  - Un tube peut également alimenter le vase par le dessous, via un orifice situé sur le fond.
- L'évacuation :
  - Le siphon peut être une crosse contenue à l'intérieur du vase et donc le tube traverse le fond du vase.
  - Le siphon peut également se trouver à l’extérieur et permettre l'évacuation du liquide par un orifice situé sur le fond ou sur les parois du vase.

Diverses configurations de vases de Tantale
Alimentation par le dessus et siphon intérieur.
Alimentation par le dessus et siphon extérieur.